# Zamek w Nakle
Zamek w Nakle – nieistniejący zamek z XIV wieku w Nakle nad Notecią w północnej Wielkopolsce ufundowany przez króla Kazimierza Wielkiego.

## Historia
Zamek został usytuowany na prawym brzegu Noteci, przy ujściu rzeki Ślezki, na terenie obecnego Placu Zamkowego, zwanego dawniej Rynkiem Garncarskim i placem Mieczysława.
Pierwsze informacje o Nakle pochodzą z Kroniki Galla ze wzmianką pod rokiem 1091 r. jako castrum antiqissimum. Graniczny gród często był oblegany, przechodząc z rak do rąk, między książętami pomorskimi a władcami polskimi.
Zamek zbudowano w miejscu wczesnośredniowiecznego grodu drewniano-ziemnego, powstałego w X wieku i zniszczonego w 1331 r. przez Krzyżaków. W Nakle funkcjonował drugi gród założony w 1255 roku przez księcia wielkopolskiego Przemysła I w czasie walk z księciem gdańskim Świętopełkiem (przy kościele pw. św. Wawrzyńca, tzw. ogrody probostwa – na wschód od Placu Zamkowego).
Nakło otrzymało od Kazimierza Wielkiego prawa miejskie i według Kroniki katedralnej krakowskiej tenże władca zbudował w Nakle zamek. Zamek zwany był Zamkiem Krajny lub zamkiem krajeńskim. Budowa murowanej warowni nastąpiła po 1357 r., gdyż w tym czasie Kazimierz Wielki nakazał dbać o konserwację wałów starych zamków m.in. w Nakle. Wiadomo, że zamek był oddzielony od miasta fosą, którą w obliczu wojny z zakonem krzyżackim za czasów Władysława Jagiełły naprawiono w 1409 r. i napełniono wodami Noteci.
W XVI wieku zamek nakielski trzymała w zastawie w 1541 r. Gertruda z Danaborza, córka Andrzeja, starosty nakielskiego, małżonka Jana z Kościelca. O zamku wspomniano w lustracji z 1565 r. W początkach XVII wieku starosta Stefan Gembicki prowadził na zamku prace remontowe. Lustracja z 1628-1632 wymienia wieżę, wydłużony dom zamkowy i drewniane zabudowania (duży i mały dom oraz kuchnia). Dawniej „na bramie” urządzono archiwum (chowano księgi grodzkie), przeniesione wówczas na piętro budynku zamkowego.
Warownia została spalona w połowie XVII wieku podczas „potopu” szwedzkiego i powoli popadała w ruinę. Pożar w 1762 r. zniszczył zamek do reszty. Lustracja z 1765 r. mówi o „okręgu muru”. Na planie miasta z 1784 r. zaznaczono jedynie Górę Zamkową bez śladów zabudowy.
Kształt zamku nie jest znany i wg Janusza Tomali był zbudowany był w kształcie owalu, powtarzając przebieg starszych umocnień drewniano-ziemnych, natomiast Leszek Kajzer uważał, że zamek posiadał kształt czworoboku. Zapewne w skład jego zabudowy wchodził budynek bramny, może wieża i wydłużony dom zamkowy (opisany w XVII w. jako dwukondygnacyjny, ze sklepionymi pomieszczeniami).

## Badania archeologiczne
- 1958-1960; Zakład Archeologii Polski IHKM PAN w Poznaniu pod kierunkiem Eleonory i Stanisława Tabaczyńskich
- 1963-1965; pod kierunkiem K. Przewoźnej. Odsłonięto „szczątki drewnianego domostwa z paleniskiem gliniano-kamiennym” z XV – XVI wieku, który uległ zapewne spaleniu, oraz obok nieco niżej drugą chatę w konstrukcji zrębowej. Wśród zabytków ruchomych natrafiono na cegły palcówki w warstwach datowanych od XIII-XIV po XV-XVI wiek.